# Benjamin C. Hilliard

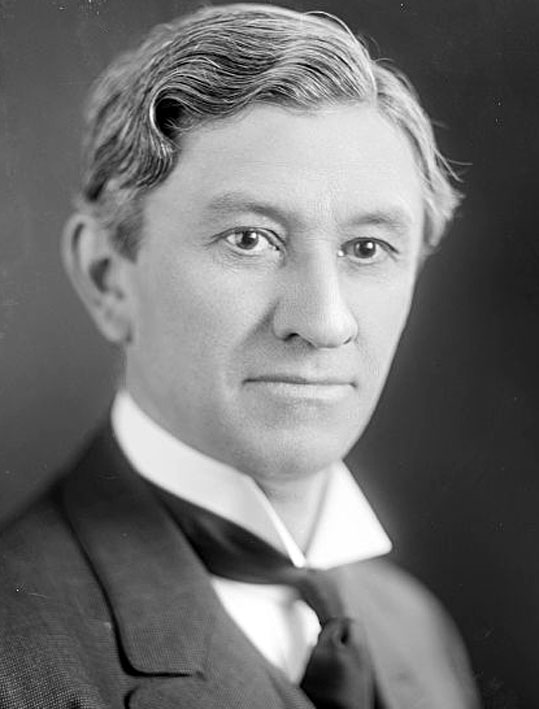
Benjamin C. Hilliard

Benjamin Clark Hilliard (* 9. Januar 1868 bei Osceola, Clarke County, Iowa; † 7. August 1951 in Denver, Colorado) war ein US-amerikanischer Jurist und Politiker. Zwischen 1915 und 1919 vertrat er den ersten Wahlbezirk des Bundesstaates Colorado im US-Repräsentantenhaus.

## Werdegang
Benjamin Hilliard besuchte die öffentlichen Schulen in Iowa und Kansas. Danach arbeitete er in Kansas selbst als Lehrer. Nach einem Jurastudium an der University of Iowa in Iowa City und seiner im Jahr 1891 erfolgten Zulassung als Rechtsanwalt begann Hilliard in Kansas City (Missouri) in seinem neuen Beruf zu arbeiten. Im Jahr 1893 zog er nach Denver, der Hauptstadt des Staates Colorado. Von 1896 bis 1897 war er Anwalt der Stadt Highlands. Zwischen 1897 und 1907 war Hilliard Bezirksstaatsanwalt im Elbert County, von 1907 bis 1913 übte er die gleiche Tätigkeit im Grand County aus.
Hilliard war Mitglied der Demokratischen Partei. Im Jahr 1902 wurde er in das Repräsentantenhaus von Colorado gewählt. Von 1909 bis 1917 war er mit einigen Unterbrechungen Mitglied im Schulausschuss der Stadt Denver. 1914 wurde er im ersten Distrikt von Colorado in das US-Repräsentantenhaus in Washington, D.C. gewählt, wo er am 4. März 1915 George J. Kindel ablöste. Nach einer Wiederwahl im Jahr 1916 konnte er bis zum 3. März 1919 zwei Legislaturperioden im Kongress absolvieren. Im Jahr 1918 verzichtete er auf eine erneute Kandidatur. Danach arbeitete er zunächst wieder als Anwalt. Seit 1930 war er Richter am Colorado Supreme Court, dessen Vorsitz er später als Chief Justice zeitweise übernahm.